# Мікафунгін
Мікафунгін — напівсинтетичний протигрибковий препарат з групи ехінокандинів для парентерального застосування. Мікафунгін розроблений компанією «Astellas Pharma», та розповсюджується нею під торговою маркою «Мікамін».

## Фармакологічні властивості
Мікафунгін — напівсинтетичний протигрибковий препарат з групи ехінокандинів, що є похідними ліпопептидів. Механізм дії мікафунгіну полягає в інгібуванні синтезу (1,3)-β-D-глюкану, що є важливим компонентом клітинної стінки багатьох патогенних грибків. Оскільки β-глюкан відсутній у клітинах ссавців, то цей механізм дії препарату забезпечує вищу специфічність у лікуванні мікозів та більший профіль безпеки лікарського засобу. До препарату чутливі грибки Candida spp., Aspergillus spp. (у тому числі штами збудників, нечутливі до флуконазолу), Histoplasma capsulatum, Blastomyces dermatitidis, Coccidioides immitis. До препарату нечутливі грибки родів Cryptococcus spp.; Fusarium spp.; Scedosporium spp.; Pseudallescheria spp.; Trichosporon spp. та Zygomycetes spp. Препарат має як фунгіцидні, так і фунгістатичні властивості, що залежать від виду збудника захворювання. препарат має високий рівень безпеки та нижчу, порівняно із іншими протигрибковими засобами, частоту побічних ефектів, що дозволяє застосовувати мікафунгін для лікування та профілактики мікозів у дітей.

### Фармакодинаміка
Після внутрішньовенного введення мікафунгін швидко розподіляється в організмі, біодоступність препарату становить 100 %. Мікафунгін на 99 % зв'язується з білками плазми крові. Високі концентрації препарату досягаються у більшості тканин та рідин організму. Мікафунгін у незначній кількості проходить через гематоенцефалічний бар'єр. Немає даних за проникнення препарату через плацентарний бар'єр та виділення в грудне молоко. Метаболізується препарат в печінці в незначній кількості. Виводиться мікафунгін з організму переважно з калом в незміненому вигляді, частково — з сечею у вигляді метаболітів. Виведення мікафунгіну з плазми крові повільне, складається з кількох фаз. Період напіввиведення препарату становить 9-11 годин, цей час не змінюється у осіб з печінковою та нирковою недостатністю.

## Показання до застосування
Мікафунгін показаний при інвазивному кандидозі та кандидозі стравоходу у випадках необхідності внутрішньовенної антимікотичної терапії, інвазивному аспергільозі, профілактика кандидозу в хворих, яким проведена трансплантація гематопоетичних стовбурових клітин або у пацієнтів з нейтропенією, у тому числі дітей.

## Побічна дія
При застосуванні мікафунгіну можливі наступні побічні ефекти:
- Алергічні реакції — часто (1—10 %) гарячка, висипання на шкірі; зрідка (0,1—1 %) свербіж шкіри, еритема шкіри, бронхоспазм, кропив'янка.
- З боку травної системи — часто (1—10 %) нудота, блювання, діарея, болі в животі; зрідка (0,1—1 %) запор, дисфагія, метеоризм, холестаз, гепатомегалія, жовтяниця; у поодиноких випадках — токсичний гепатит.
- З боку нервової системи — часто (1—10 %) головний біль; зрідка (0,1—1 %) запаморочення, парестезії, порушення смаку, дезорієнтація, тривожність, безсоння.
- З боку серцево-судинної системи — зрідка (0,1—1 %) тахікардія, аритмія, припливи крові, серцева недостатність, артеріальна гіпо- або гіпертензія, набряки.
- З боку дихальної системи — зрідка (0,1—1 %) задишка.
- З боку сечовидільної системи — зрідка (0,1—1 %) ниркова недостатність.
- З боку ендокринної системи — зрідка (0,1—1 %) гіпертиреоз.
- Зміни в лабораторних аналізах — часто (1—10 %) анемія, нейтропенія, лейкопенія, гіпокаліємія, гіпомагніємія, гіпокальціємія; зрідка (0,1—1 %) еозинофілія, лімфопенія, тромбоцитоз, тромбоцитопенія, гіпокаліємія, гіпомагніємія, гіперглікемія, підвищення рівня креатиніну та сечовини в крові, підвищення рівня білірубіну в крові, підвищення активності амінотрансфераз, лактатдегідрогенази та лужної фосфатази в крові.
- Місцеві реакції — зрідка (0,1—1 %) флебіт, еритема, набряк, гіперемія, болючість у місці ін'єкції.

## Протипокази
Мікафунгін протипоказаний при підвищеній чутливості до препарату, непереносимості галактози, лактазній недостатності, глюкозо-галактозній мальабсорбції. З обережністю препарат призначають при вагітності. Під час лікування мікафунгіном рекомендовано припинити годування грудьми.

## Форми випуску
Мікафунгін випускається у вигляді порошку в флаконах для ін'єкцій по 50 та 100 мг.